# Doença Emaciante Crónica
A Doença Emaciante Crónica (DEC) é uma doença priónica que afeta os membros da família dos cervídeos. Os sintomas incluem frequentemente perda de peso, má coordenação motora (ataxia), salivação excessiva e ausência de medo. Pode também verificar-se um aumento da ingestão de água, agressividade e uma postura com a cabeça baixa. Pode decorrer um período de meses ou anos entre a exposição e o aparecimento dos sintomas. A doença é fatal.
A causa subjacente são proteínas normalmente presentes no organismo que se dobram de forma incorreta, conhecidas como priões. Acredita-se que a doença se propaga entre animais através da saliva, sangue, urina ou fezes, e possivelmente também pelo ambiente. Uma vez contaminado, o ambiente pode permanecer assim durante anos. Não parece afetar vacas ou animais de estimação. O diagnóstico é confirmado por imuno-histoquímica do cérebro ou dos gânglios linfáticos.
Não existe tratamento específico nem vacina. Acredita-se que a doença é resistente aos métodos habituais de desinfecção. Até 2024, não houve qualquer caso confirmado de transmissão a seres humanos. No entanto, essa possibilidade não é excluída, pelo que o consumo de animais infectados é desaconselhado. Em 2024, foi relatado que dois homens do mesmo grupo de caça desenvolveram a doença de Creutzfeldt-Jakob após consumirem carne de animais com DEC. Os animais podem ser testados para a doença antes de serem consumidos.
A doença emaciante crónica é comum. A doença foi detectada em 36 estados dos EUA e em 5 províncias do Canadá. Também foram reportados casos na Noruega, Finlândia, Suécia e Coreia do Sul. Em alguns estados norte-americanos, mais de 10% das populações estão afectadas, e em certos grupos a taxa de infecção pode atingir os 80%. A doença foi identificada pela primeira vez em 1967, em veados-mulas no Colorado, Estados Unidos, e em 1978 determinou-se que era causada por priões. Desde então, tem-se verificado um aumento exponencial no número de casos.